# Michał Jerzy Poniatowski
Michał Jerzy Poniatowski (Danzica, 12 ottobre 1736 – Varsavia, 12 agosto 1794) è stato un nobile e arcivescovo cattolico polacco, primate di Polonia dal 1785 fino alla morte.

## Biografia
Il principe Michał Jerzy Poniatowski fu l'ultimo figlio del conte Stanisław Poniatowski (1676-1762) e della principessa Konstancja Czartoryska (1700-1759); suoi fratelli furono Stanislao Augusto, re di Polonia dal 1764 al 1795, Kazimierz e Andrzej Poniatowski.
Come molti giovani figli cadetti della nobiltà polacca, intraprese gli studi per divenire membro dell'alto clero fin dall'adolescenza, molto aiutato da sua sorella, la contessa Izabella Poniatowska; pur non avendo dimostrato particolare predisposizione per la carriera ecclesiastica, nel 1754, a diciotto anni, ricevette l'ordinazione presbiterale dal primate di Polonia e arcivescovo di Gniezno Władisław Aleksander Łubieński; i primi anni di sacerdozio li trascorse però con sua cognata Apolonia Ustrzycka e sua cugina Elźbieta Czartoryska (1736-1816), entrambe sue coetanee, sulle quali riversava l'affetto amoroso che non avrebbe mai potuto riversare su sua sorella Izabella.
Nel 1759 fu nominato abate di Tyniec e Czerwin; dal 1773 al 1785 fu vescovo di Płock, e dal 1785 al 1794, anno della sua morte, arcivescovo di Gniezno e primate di Polonia; il 25 novembre 1764 era stato insignito dell'Ordine dell'aquila bianca; dal 1771 al 1792 era stato inoltre ambasciatore di Polonia presso la Santa Sede.

## Genealogia episcopale e successione apostolica
La genealogia episcopale è:
- Cardinale Scipione Rebiba
- Cardinale Giulio Antonio Santori
- Cardinale Girolamo Bernerio, O.P.
- Arcivescovo Galeazzo Sanvitale
- Cardinale Ludovico Ludovisi
- Cardinale Luigi Caetani
- Cardinale Ulderico Carpegna
- Cardinale Paluzzo Paluzzi Altieri degli Albertoni
- Cardinale Gaspare Carpegna
- Cardinale Fabrizio Paolucci
- Cardinale Francesco Barberini
- Cardinale Annibale Albani
- Cardinale Federico Marcello Lante Montefeltro della Rovere
- Cardinale Lazzaro Opizio Pallavicini
- Cardinale Giuseppe Garampi
- Arcivescovo Michał Jerzy Poniatowski

La successione apostolica è:
- Vescovo Adam Stanisław Naruszewicz, S.I. (1775)
- Vescovo Józef Leon Łopaciński (1776)
- Vescovo Antoni Narzymski (1778)
- Vescovo Michal Roman Sierakowski (1778)